# ماري إدواردز بريان
ماري إدواردز بريان (بالإنجليزية: Mary Edwards Bryan)‏ هي صحفية أمريكية، ولدت في 17 مايو 1838 في Lloyd, Florida ‏ في الولايات المتحدة، وتوفيت في 1 يونيو 1919 في كلاركستون في الولايات المتحدة.